# Laurence Wild
Laurence Wild (* 1. Mai 1890 in Wilber, Saline County, Nebraska; † 26. Mai 1971 in Coronado, Kalifornien) war ein US-amerikanischer Marineoffizier. Zwischen 1940 und 1942 war er Militärgouverneur von Amerikanisch-Samoa.

## Werdegang
Im Jahr 1913 absolvierte Laurence Wild die United States Naval Academy in Annapolis (Maryland). Anschließend diente er als Offizier in der United States Navy. Dabei brachte er es bis zum Ende seiner Laufbahn bis zum Captain. Während seiner Studienzeit war er auch ein erfolgreicher College-Basketballspieler und Trainer. Während seiner militärischen Laufbahn war er unter anderem Kommunikationsoffizier für eine U-Booteinheit (Submarin Squadron 11).
Zwischen dem 8. August 1940 und dem 5. Juni 1942 war Wild als Nachfolger von Edward Hanson bzw. von Jesse Wallace, der das Amt für zehn Tage verwaltet hatte, Gouverneur von Amerikanisch-Samoa. Diese Funktion teilte er sich zwischen dem 17. Januar und dem 25. April 1942 mit Henry Louis Larsen. Dabei kam es zu Konflikten zwischen den beiden Männern. Larsen bekleidete zwar den höheren Rang, aber Wild war länger im Amt und war Larsen übergeordnet. Erwähnenswert ist, dass er im Jahr 1941 einen Flugplatz anlegen ließ.
Über Wilds weiteren Lebenslauf ist nichts überliefert. Er starb am 26. Mai 1971 in Coronado.